# Certificat d'immatriculation

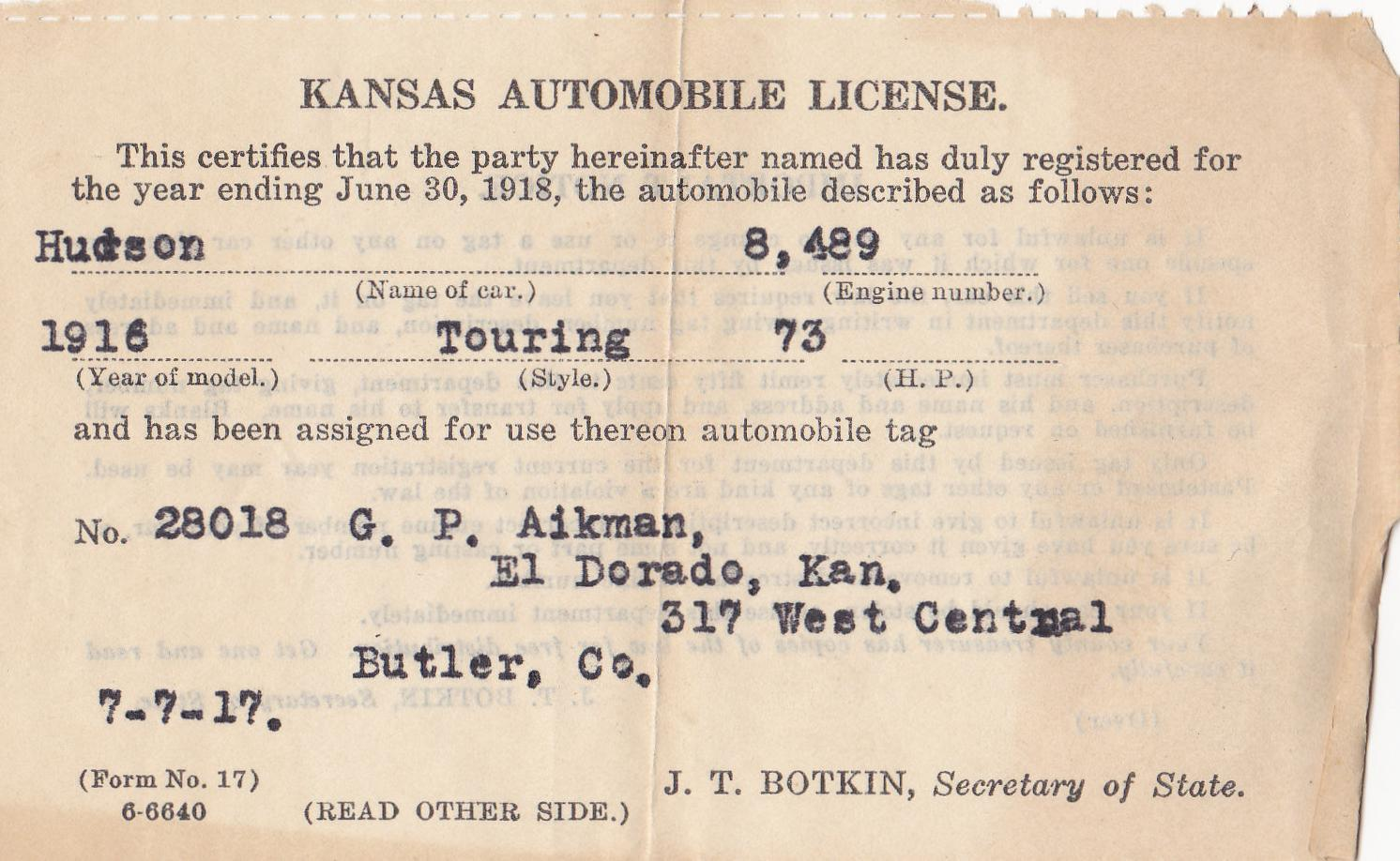
Certificat d'enregistrement d'un véhicule à moteur, États-Unis, 1917.

Le certificat d'immatriculation automobile (historiquement appelé carte grise en Belgique et en France) est un document qui matérialise l’autorisation de circuler d'un véhicule motorisé immatriculé et permet son identification.
Ce document est notamment utilisé dans les pays de l'Union européenne et dans les pays suivant la convention de Vienne. Il peut être obligatoire dans certains pays. D'autres pays, comme le Québec, disposent de certificat d'immatriculation automobile, peut-être parce que la Canada est lié à la convention de Genève sur la circulation routière.
Le certificat doit mentionner, sauf peut-être dans certains pays, le numéro d'immatriculation, le nom ou la marque du constructeur du véhicule, le numéro de fabrication ou le numéro de série du constructeur, la date de première mise en circulation, ainsi que le nom, le ou les prénoms et le domicile du demandeur dudit certificat. Le véhicule peut être immobilisé à la suite de non-présentations de ce certificat.

## Histoire
En 1901, la carte grise est un récépissé de déclaration, lié à la préfecture de police.
En 1910, le certificat international de route correspond d'une part à des critères sur le véhicule automobile et d'autre part à des critères sur le conducteur.

« Pour les agents chargés de la surveillance des voies publiques, le lien entre le véhicule et la carte grise est constitué par la concordance entre les inscriptions et numéros portés par l'automobile et les indications inscrites sur la carte. Quant à la concordance entre les dispositions mécaniques du véhicule et celles du châssis-type présenté au service des Mines, elle a été affirmée par le constructeur; elle peut être vérifiée en se reportant au procès-verbal de reconnaissance du type. »

— Répertoire de droit administratif, 1910
En 1926, la convention de Paris prévoit des certificats internationaux pour automobiles. Comparé à la convention de 1909, il s'agit de dissocier le certificat d'immatriculation du permis de conduire pour permettre un changement de conducteur. En 1930 elle entre en vigueur en France, et le certificat international pour automobile d'une validité d'un an tient lieu de carte d'immatriculation nationale.
Le 19 septembre 1949 à Genève, une convention sur la circulation routière rend le certificat d'immatriculation nécessaire pour admettre un véhicule en circulation internationale par les parties contractantes.

« 2. Il est délivré au demandeur, soit par l'autorité compétente, soit par une association habilitée à cet effet, un certificat d'immatriculation comportant au moins le numéro d'ordre dit numéro d'immatriculation, le nom ou la marque du constructeur du véhicule, le numéro de fabrication ou le numéro de série du constructeur, la date de première mise en circulation, ainsi que le nom, le ou les prénoms et le domicile du demandeur dudit certificat. 
3. Les certificats d'immatriculation délivrés dans les conditions susvisées seront acceptées dans tous les états contractants comme attestant leur teneur jusqu'à preuve du contraire. »

— Recueil des traités, volume 125, Traité n°1671: Tchécoslovaquie, France, Monaco, ...
Historiquement, la carte grise est un système national apparu dans l'entre-deux-guerres en France[source insuffisante].
En 1968, le traité de convention sur la circulation routière fait à Vienne le 8 novembre 1968 mentionne le certificat d'immatriculation comme condition d'admission en circulation internationale,. Le traité mentionne également des mentions obligatoires, comme:
- La date de la première immatriculation du véhicule;
- Le nom complet et le domicile du titulaire du certificat;
- Le nom ou la marque de fabrique du constructeur du véhicule;
- Le numéro d’ordre du châssis (numéro de fabrication ou numéro de série du constructeur)

En 1999 et 2003 des codes harmonisés eu niveau européen ont été définis par des directives. La directive de 2003 est applicable dès 2005.
Jusqu'en 2004, les certificats d'immatriculation ne sont pas nécessairement conformes à la directive de 2003. Par la suite, des certificats d'immatriculation harmonisés (au niveau européen) se sont développés/standardisés.
Dans le cadre de l'union européenne, le certificat d’immatriculation est en partie régi au niveau de l'union européenne.

## Formats européens
Dans l'Union européenne le certificat peut ne contenir qu'une seule partie (partie 1) ou bien contenir deux parties (partie 1 et partie 2). Chacune des deux parties peut exister en deux formats : le format papier depuis la création du certificat et plus récemment le format carte à puce.

### Format papier
Le format papier existe depuis la création du certificat. En Allemagne et en Autriche, ces certificats sont dotés de plusieurs volets.

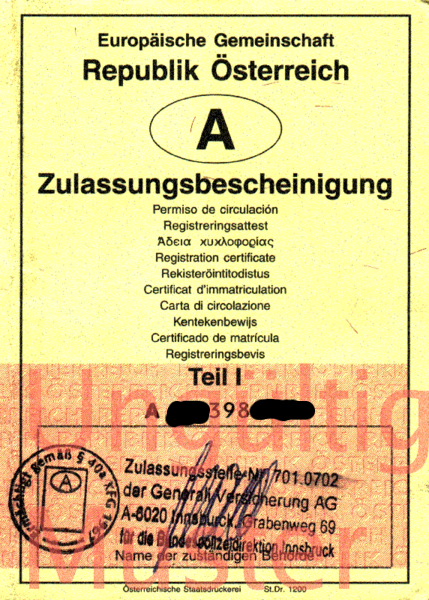
Page de garde du « certificat d'imatriculation partie I » autrichien, dans sa version papier
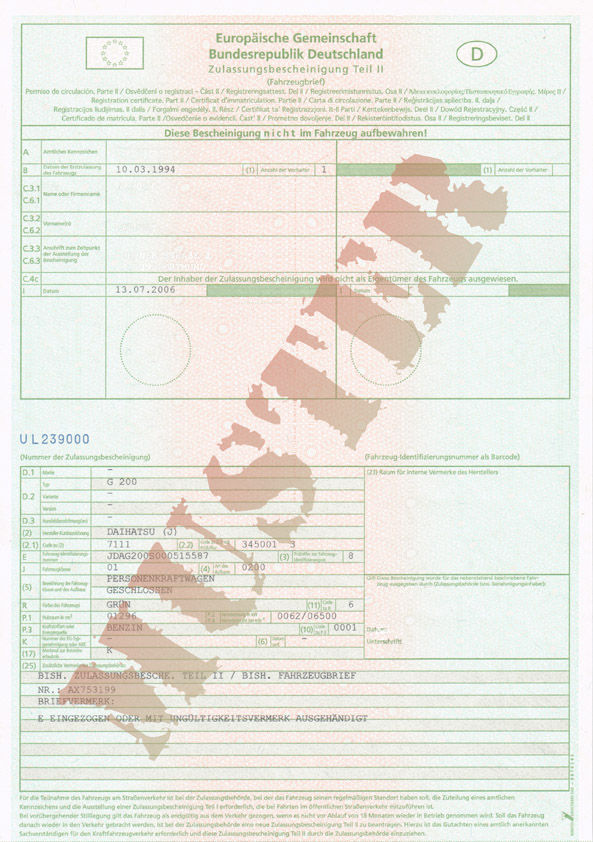
Version allemande du certificat d'enregistrement Partie II. (Muster signifie Modèle/échantillon)

En Allemagne le certificat d'immatriculation est écrit sur les deux côtés de la carte (recto & verso).

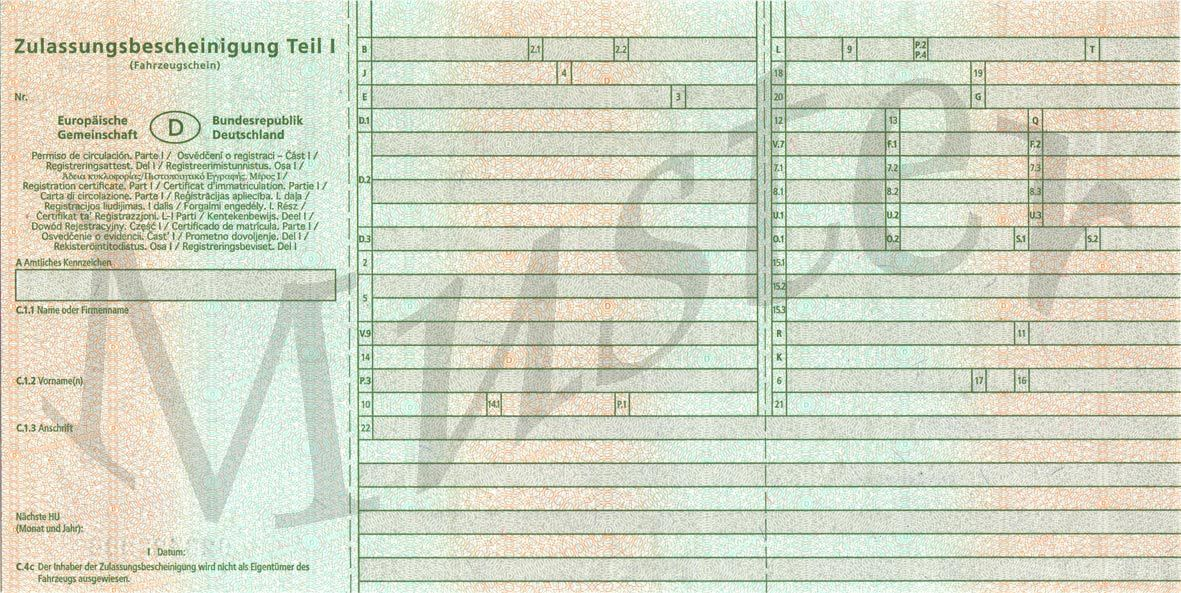
Recto ou verso du « certificat d’immatriculation partie I » allemand, état : 2007, (Muster signifie Modèle/échantillon)
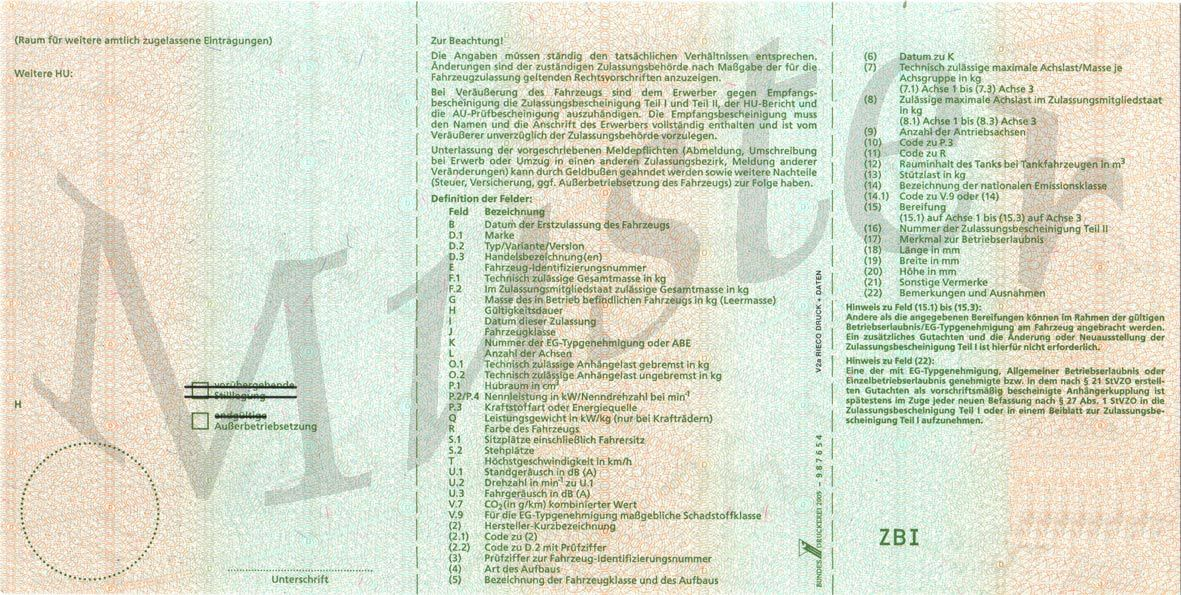
Recto ou verso du « certificat d’immatriculation partie I » allemand, état : 2007

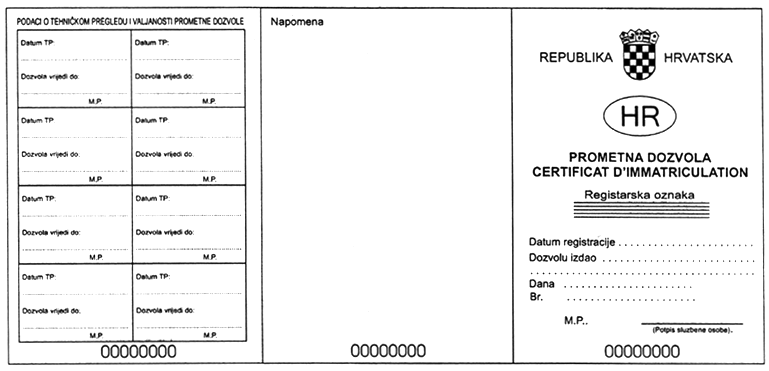
Certificat d'immatriculation HR
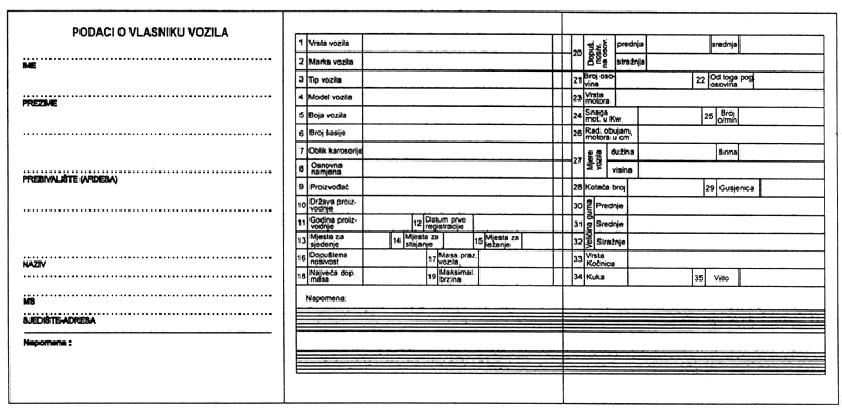
Certificat d'immatriculation HR

### Format carte à puce
La directive européenne prévoit un format numérique/carte à puce. Ce type de format peut notamment se trouver en Autriche ou aux Pays-Bas.

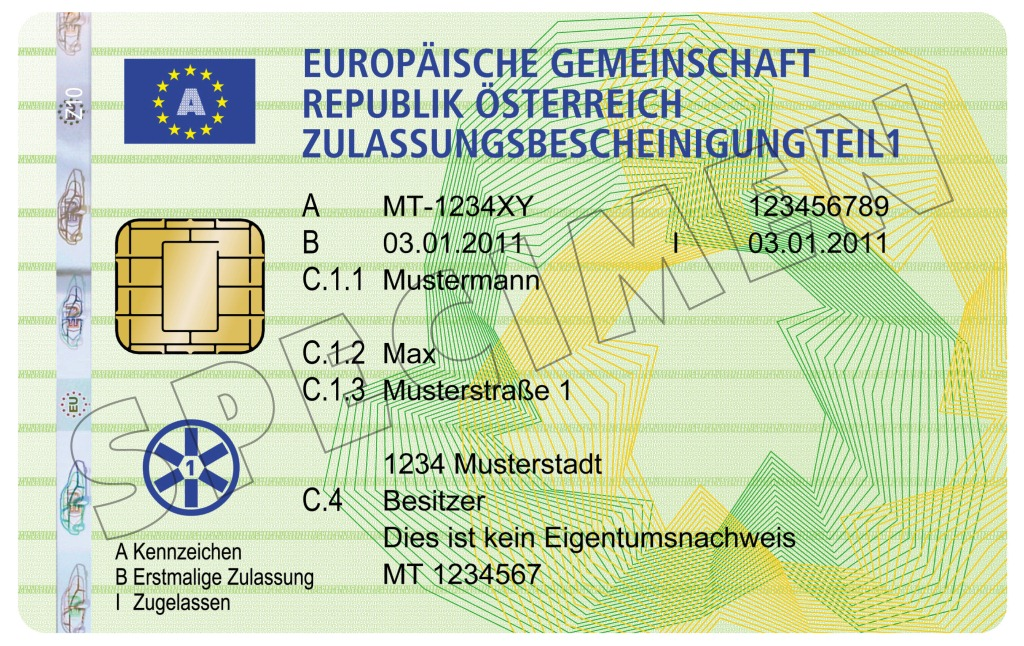
Recto du certificat d'immatriculation autrichien Partie I au format carte de crédit
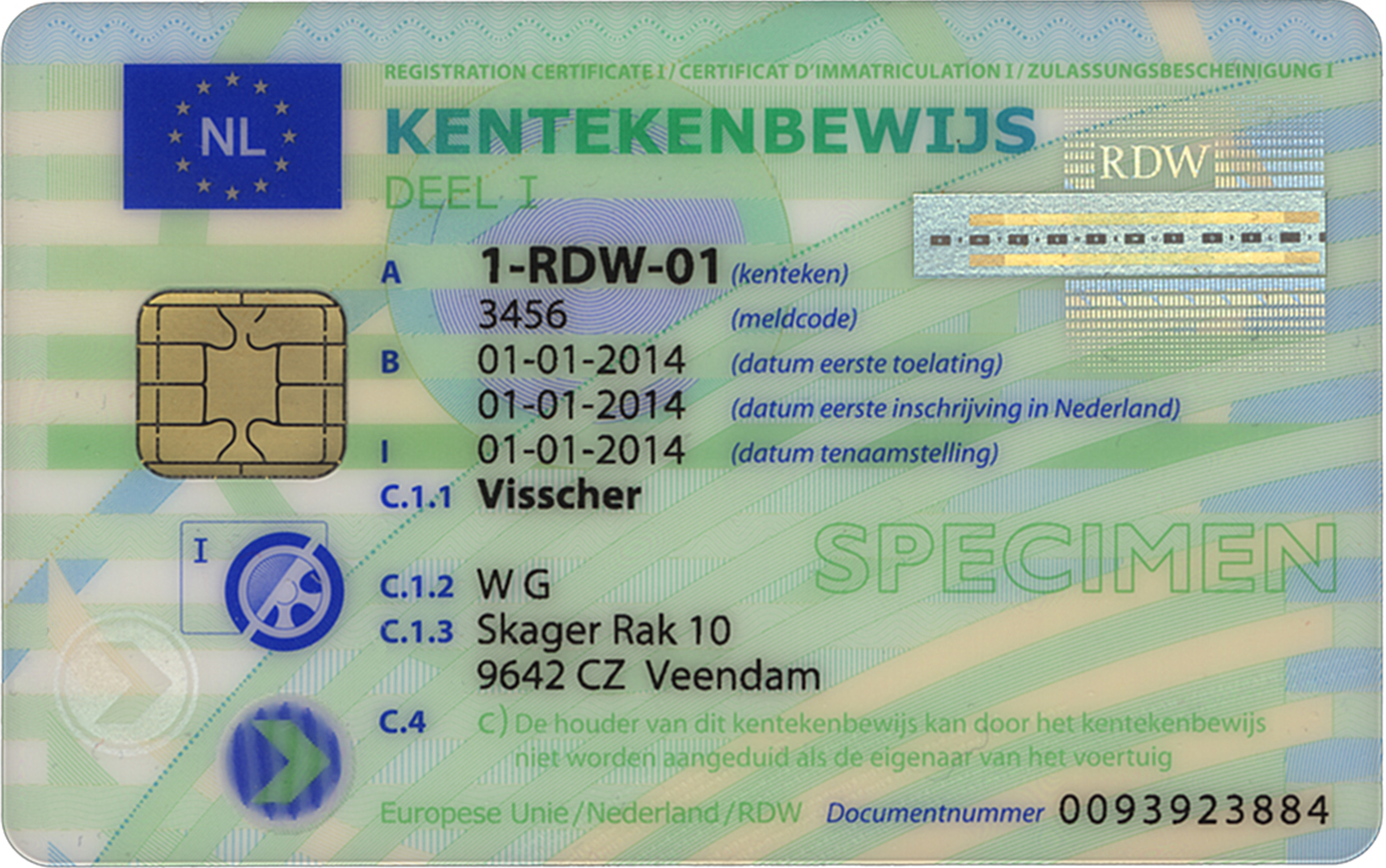
Certificat d'immatriculation néerlandais

Des données particulières doivent obligatoirement être imprimées soit sur le recto, soit sur le verso et être lisibles à l'œil nu.

« Recto
a) À droite de la puce
dans la (ou les) langue(s) de l'État membre délivrant le certificat d'immatriculation,
- les mots « Communauté européenne »,
- le nom de l'État membre délivrant le certificat d'immatriculation,
- la mention « Partie I du certificat d'immatriculation » ou la mention « Certificat d'immatriculation » si le certificat se compose d'une seule partie, imprimée en gros caractères,
- une autre désignation (par exemple l'ancienne dénomination nationale) du document équivalent (facultatif),
- le nom de l'autorité compétente (peut également figurer dans les mentions personnalisées, voir la section B),
- le numéro de série non ambigu du document utilisé dans l'État membre (peut également figurer dans les mentions personnalisées, voir la section B) ;

b) Au-dessus de la puce :
la marque distinctive de l'État membre délivrant le certificat d'immatriculation, blanche dans un rectangle bleu et entourée de douze étoiles jaunes: (...)
(...)
d) La couleur de base de la carte est le vert (Pantone 362) ; (...)
e) Un symbole représentant une roue (...) doit être imprimée dans la zone d'impression au coin inférieur gauche du recto de la carte. »

— Consolidation de mai 2014 de la directive 1999/37/CE du conseil du 29 avril 1999 relative aux documents d'immatriculation des véhicules

## Spécificités françaises

### Nom et propriété
Selon un arrêté français de 1984 abrogé en 2009, le certificat d'immatriculation est un titre de police. Il ne peut en aucun cas être considéré comme un document d’état civil ou un titre de propriété,, et cela dès 1956.

### Conformité technique et demande d’immatriculation

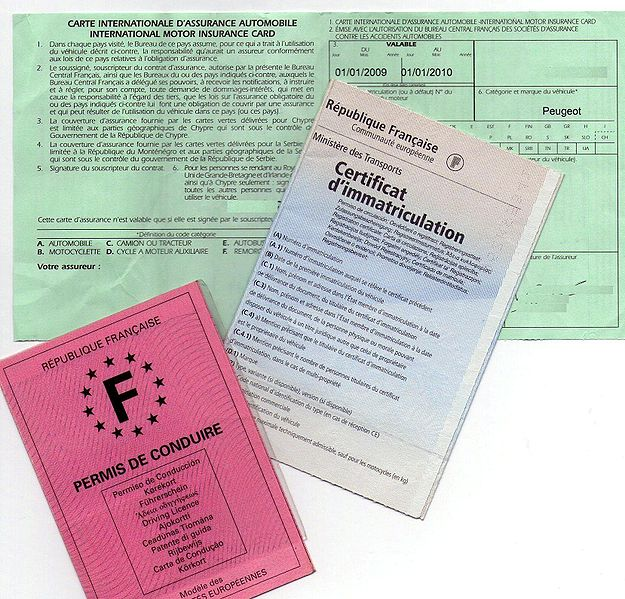
Les documents obligatoires à la conduite des véhicules en France : le certificat d'assurance (en vert), le certificat d'immatriculation (en gris) et le permis de conduire (en rose).

#### La conformité technique préalable des véhicules
Pour un véhicule neuf, l'immatriculation est effectuée après présentation d'un certificat de conformité qui atteste du contrôle de conformité du service des Mines (« passage aux Mines ») effectué par les services des DRIRE (remplacées depuis 2010 par la DRIEE d’Île-de-France et les DREAL régionales). La carte grise est établie en fonction des données constructeur contenues dans le COC ou « Certificat de conformité européen » (anciennement « barré rouge »). Les contrôles (réception) permettant l'obtention de ce certificat peuvent être faits collectivement par les constructeurs (homologation par type) ou à titre isolé (par exemple, pour un véhicule prototype ou modifié…).

#### La demande d’un certificat d’immatriculation
Tout propriétaire d'un véhicule à moteur, d'une remorque dont le poids total autorisé en charge est supérieur à 500 kg ou d'une semi-remorque, qui souhaite le mettre en circulation pour la première fois doit faire une demande de certificat d'immatriculation. Cette demande doit être adressée au ministre de l'intérieur :
- soit par l'intermédiaire du préfet d'un département choisi par le propriétaire du véhicule (dans la pratique, cette démarche s'effectue en préfecture et dans certaines sous-préfectures) ;
- soit par l'intermédiaire d'un professionnel de l'automobile habilité par le ministre de l'intérieur.

De la même manière, le nouveau propriétaire d'un véhicule déjà immatriculé doit, s'il veut le maintenir en circulation, faire établir, dans un délai d'un mois à compter de la date de la cession, un certificat d'immatriculation à son nom. Par contre, si le propriétaire d'un véhicule déjà immatriculé ne désire pas le maintenir en circulation, il doit adresser au préfet du département de son choix le certificat d'immatriculation accompagné d'une déclaration l'informant de son retrait de la circulation.
Depuis le 1er juin 2004, les rubriques du certificat d'immatriculation sont conformes à une directive européenne et la présence d'un coupon détachable simplifie les démarches administratives en permettant d'effectuer certaines opérations d'immatriculation comme les changements de propriétaire ou de caractéristiques, par la voie postale, tout en ayant la possibilité de circuler sous couvert du coupon détachable dûment rempli pendant un délai maximal d'un mois.
Depuis le 6 novembre 2017, les démarches et demande liées à ce certificat se font uniquement en ligne via Internet et non plus à la préfecture. Le certificat d'immatriculation est ensuite, comme depuis la mise en place d'une seule imprimerie centrale, envoyé au domicile.

#### Prérequis
Les documents requis pour l'immatriculation dépendent du véhicule:
Les documents pour un véhicule neuf sont :
1. le Certificat de conformité communautaire
2. le certificat de vente (contrat d’achat/facture)
3. une pièce d’identité
4. un justificatif de domicile
5. un quitus fiscal (uniquement pour les véhicules d'import)
6. une demande d’immatriculation (formulaire disponible en préfecture)
7. une attestation de "désimmatriculation" (pour un véhicule immatriculé dans le pays d'achat).

Les documents pour un véhicule d’occasion sont les documents pour un véhicule neuf, auxquels s'ajoutent le certificat d'immatriculation du véhicule et le cas échéant un certificat de passage dans un centre de contrôle technique d’un État membre de l’UE, de moins de 6 mois.
Pour les véhicules qui ne disposent pas de Certificat de conformité communautaire une attestation d’identification est nécessaire.

### Immatriculation et fiscalité

#### Immatriculation d’un véhicule en France
Le ministère de l'intérieur, de l'outre-mer et des collectivités territoriales a créé un traitement automatisé de données à caractère personnel dénommé « système d'immatriculation des véhicules » (SIV). Les automobilistes ont le droit de s’opposer à la revente de leurs données personnelles à des fins de prospection commerciale.
Depuis le 15 avril 2009, les professionnels de l’automobile habilités par le ministre de l'intérieur peuvent immatriculer des véhicules pour leurs clients. Néanmoins, se rendre en préfecture reste obligatoire pour l'usager, notamment pour l'importation, le changement de domicile, ou un duplicata. Le professionnel habilité est agréé peut éditer un certificat provisoire d'immatriculation valable entre un et quatre mois sur le territoire national français. Le certificat d'immatriculation est quant à lui envoyé à l'intéressé sous huit jours par l'Imprimerie nationale de Douai.

#### Taxes et redevance
Le tarif de la carte grise dépend principalement du nombre de chevaux fiscaux du véhicule (indiqué sur le certificat d'immatriculation à la rubrique P.6) ; les autres paramètres entrant en compte dans le calcul sont : le genre du véhicule (moto, voiture, camionnette), la date de première immatriculation, le taux d'émission de dioxyde de carbone (CO2),, ainsi que la région du domicile du demandeur du certificat d'immatriculation.
Depuis le 1er janvier 2009, la délivrance d’un certificat d'immatriculation est soumise à un « droit de timbre » dit « taxe pour la gestion des certificats d'immatriculation des véhicules ». Son montant est fixé à 4 €. Il a été voté dans la loi de finances du 27 décembre 2008 pour 2009. La délivrance des certificats d’immatriculation n’ayant pas donné lieu au paiement de la taxe régionale entraîne une exonération de cette taxe de gestion.
Depuis le 15 avril 2009, le nouveau certificat d'immatriculation est distribué automatiquement par La Poste. Ce mode d'acheminement donne lieu au versement d'une redevance dont le montant est fixé à 2,76 €. Toutefois, il est à noter que cette redevance ne s'applique pas aux cyclomoteurs.
Lorsque la délivrance du certificat d'immatriculation est consécutive à un changement de situation matrimoniale ou à un changement de domicile, la taxe sur les certificats d’immatriculation et la taxe de gestion ne sont pas dues,. Seule la redevance d’acheminement est due.
Une taxe destinée à financer le développement des actions de formation professionnelle dans les transports routiers est ajoutée pour les véhicules automobiles de transport de marchandises, les tracteurs routiers et les véhicules de transport en commun de personnes, sauf pour les véhicules de collection.
Aucune taxe ni redevance n'est due au titre de la délivrance des certificats d'immatriculation des cyclomoteurs à deux roues et des cyclomoteurs à trois roues non carrossés,.
Jusqu’à fin 2020, tous bénéficiaient d'une réduction de 50% de la taxe fiscale pour un véhicule de plus de 10 ans. Toutefois, cette pratique a disparu pour les motos de plus de 10 ans voir l'article complet sur CarteGrise24h.fr
En 2022, un nouveau malus porte sur les kilogrammes en excès d'une masse de 1800.

### Obtention du certificat d’immatriculation

#### Production et distribution
L'Imprimerie nationale est seule autorisée à réaliser les certificats d'immatriculation des véhicules. Le titulaire du certificat d'immatriculation reçoit le titre, à son adresse, sous la forme d'un envoi avec remise contre signature.

#### Matérialisation et fonctionnalité
Le certificat d'immatriculation peut être mis en œuvre en deux formats: un document sur papier ou une carte à puce.
Le certificat d'immatriculation se compose d'une seule partie. Il comprend un élément détachable intitulé « certificat d'immatriculation - coupon détachable ».
Le certificat d'immatriculation matérialise l'autorisation de circuler du véhicule et permet son identification. Sur ce document apparaissent notamment : les nom, prénom et adresse du titulaire principal ; les nom et prénom (depuis le 21 mars 2011) du 1er cotitulaire le cas échéant (cette mention n'est pas décrite dans la nomenclature constituant le chapitre suivant).
Le recto du certificat d'immatriculation comporte des emplacements destinés à l'apposition des dates de visites techniques : les timbres des contrôles techniques successifs y sont apposés au fur et à mesure,.

#### Plaques d’immatriculation
La carte grise comporte un numéro d’immatriculation, reporté sur les plaques minéralogiques du véhicule.
Le nouveau système d'immatriculation des véhicules (SIV) attribue au véhicule un numéro à vie. Les plaques d'immatriculation du véhicule doivent alors comporter un identifiant territorial constitué par le logo officiel d'une région et le numéro de l'un des départements de cette région. Le choix de cet identifiant territorial est libre et peut ne pas avoir de lien avec le domicile du titulaire du certificat d'immatriculation.

## Réglementation européenne
En Europe, les directives 1999/37/CE du Conseil européen du 29 avril 1999 et 2003/127/CE encadrent le fonctionnement du certificat d'immatriculation.

## Nomenclature européenne et française
Les données reprises dans le certificat d’immatriculation sont représentées par des codes communautaires harmonisés issus de directives européennes relative aux documents d’immatriculation des véhicules.
La nomenclature définie par les directives européennes permet de faire figurer des codes communautaires harmonisés obligatoires, des codes communautaires harmonisés facultatifs, ou des codes nationaux.
Les codes communautaires harmonisés utilisent notamment les lettres A à X.
En application de cette directive, un arrêté pris le 22 septembre 2003 a fixé une nouvelle liste des rubriques renseignées sur les certificats d’immatriculation imprimés par les services préfectoraux (jusqu’au 13 octobre 2009). Un arrêté du 9 février 2009 modifié relatif aux modalités d’immatriculation des véhicules fixe la liste des rubriques renseignées sur les certificats d’immatriculation édités par l’Imprimerie nationale de Douai (à compter du 15 avril 2009). Dans le nouveau Système d'Immatriculation des Véhicules mis en place en 2009, les rubriques « (A.1) Numéro d’immatriculation, auquel se réfère le certificat précédent » et « (I.1) Date de l’immatriculation à laquelle se réfère le certificat précédent » ont été supprimées.
Les différentes rubriques se répartissent globalement de la manière suivante :
| 1. Rubriques A à C.4.1 relatives à l'immatriculation du véhicule et au titulaire du certificat d'immatriculation 2. Rubriques D.1 à X.1 relatives aux caractéristiques techniques du véhicule 3. Rubriques Y.1 à Y.4 relatives aux taxes à acquitter 4. Rubriques Z.1 à Z.4 relatives aux mentions spécifiques |

Les certificats d’immatriculation délivrés en France contiennent les données ci-après, précédées des codes communautaires harmonisés ou nationaux correspondants :
| - (A) Numéro d'immatriculation. - (A.1) Numéro d'immatriculation précédent du véhicule. - (B) Date de la première immatriculation du véhicule. - (C.1) Nom, prénom et adresse dans l’État membre à la date de délivrance, du titulaire du certificat d'immatriculation. - (C.3) Nom, prénom et adresse dans l’État membre à la date de délivrance, de la personne physique ou morale pouvant disposer du véhicule à un titre juridique autre que celui de propriétaire. - (C.4a) Mention précisant que le titulaire du certificat d'immatriculation est le propriétaire du véhicule. - (C.4.1) Mention précisant le nombre de personnes titulaires du certificat d'immatriculation, dans le cas de multi-propriété. - (D.1) Marque du véhicule. - (D.2) Type, variante, version. - (D.2.1) Code national d'identification du type (en cas de réception CE). - (D.3) Dénomination commerciale. - (E) Numéro d'identification du véhicule. - (F.1) Masse en charge maximale techniquement admissible, sauf pour les motocycles (en kg). - (F.2) Masse en charge maximale admissible en service (en kg). - (F.3) Masse en charge maximale admissible de l'ensemble en service (en kg). - (G) Masse du véhicule en service avec carrosserie et dispositif d'attelage en cas de véhicule tracteur de catégorie autre que M1 (en kg). - (G.1) Poids à vide national (en kg). - (H) Période de validité, si elle n'est pas illimitée. - (I) Date de l'immatriculation à laquelle se réfère le présent certificat. - (J) Catégorie du véhicule (CE). - (J.1) Genre national. - (J.2) Carrosserie (CE). - (J.3) Carrosserie (national). - (K) Numéro de réception par type. - (P.1) Cylindrée (en cm3). - (P.2) Puissance nette maximale (en kW). - (P.3) Type de carburant ou source d'énergie. - (P.6) Puissance administrative nationale. - (Q) Rapport puissance/masse en kW/kg (uniquement pour les motocycles). - (S.1) Nombre de places assises y compris celle du conducteur. - (S.2) Nombre de places debout. - (U.1) Niveau sonore à l'arrêt (en dB [A]). - (U.2) Vitesse du moteur (en min-1). - (V.7) CO2 (en g/km). - (V.9) Classe environnementale de réception CE. - (X.1) Dates de visites techniques. - (Y.1) Montant de la taxe régionale en euros. - (Y.2) Montant de la taxe pour le développement des actions de formation professionnelle dans les transports en euros. - (Y.3) Montant de la taxe additionnelle CO2 ou montant de l'écotaxe en euros. - (Y.4) Montant de la taxe de gestion du certificat d'immatriculation en euros. - (Y.5) Montant de la redevance pour acheminement du certificat d'immatriculation en euros. - (Y.6) Montant total des taxes et de la redevance en euros. - (Z.1) à (Z.4) Mentions spécifiques (éventuellement) : ces mentions spécifiques comprennent les usages associés au numéro d'immatriculation et les mentions relatives aux caractéristiques techniques particulières du véhicule ainsi que les mentions duplicata, réédition et le numéro diplomatique. |
| Légende: - codes harmonisés obligatoires - codes harmonisés facultatifs (en vert DarkGreen) - codes nationaux français (en bleu) |